# Bwiam
Bwiam ist eine Ortschaft im westafrikanischen Staat Gambia.
Nach einer Berechnung für das Jahr 2013 leben dort etwa 4163 Einwohner, das Ergebnis der letzten veröffentlichten Volkszählung von 1993 betrug 1851.

## Geographie
Bwiam liegt in der West Coast Region, Distrikt Foni Kansala, ungefähr 62 Kilometer östlich von Brikama und ungefähr 28 Kilometer westlich von Kalagi entfernt. Die Stadt liegt an der South Bank Road und profitiert vom Fernverkehr an der wichtigsten Fernstraße in Gambia. Nach Kanilai, dem Geburtsort des ehemaligen Präsidenten Yahya Jammeh, sind es nur ungefähr zehn Kilometer in südöstlicher Richtung.

## Kultur und Sehenswürdigkeiten
Zwischen Bwiam und Bondali ist ein heiliger Baum als Kultstätte unter dem Namen Kanjendi bekannt.

## Söhne und Töchter des Ortes
- Tijan Jaiteh, * 1988, Fußballspieler
- Sainey Nyassi, * 1989, Fußballspieler
- Sanna Nyassi, * 1989, Fußballspieler